# Лентехський муніципалітет
Лентехський муніципалітет (груз. ლენტეხის მუნიციპალიტეტი) — адміністративна одиниця мгаре Рача-Лечхумі та Квемо-Сванеті, Грузія. Адміністративний центр — Даба Лентехі.

## Населення
Станом на 1 січня 2014 чисельність населення муніципалітету склала 4386 мешканців.
| Грузини | Росіяни |
| 99,91%  | 0,05%   |